# Spanje op de Europese kampioenschappen atletiek 2010
Spanje was vertegenwoordigd door 88 atleten op de Europese kampioenschappen atletiek 2010.

## Deelnemers
| Onderdeel            | Mannen                                                                                | Vrouwen                                                                    |
| -------------------- | ------------------------------------------------------------------------------------- | -------------------------------------------------------------------------- |
| 100m                 | Ángel David Rodríguez                                                                 | Digna Luz Murillo                                                          |
| 200m                 | Ángel David Rodríguez Marc Orozco                                                     |                                                                            |
| 400m                 | Marc Orozco Mark Ujakpor Sánchez                                                      | Begoña Garrido                                                             |
| 800m                 | Kevin López Luis Alberto Marco David Bustos                                           | Mayte Martínez Irene Alfonso Élian Périz                                   |
| 1500m                | Manuel Olmedo Arturo Casado Reyes Estévez                                             | Natalia Rodríguez Nuria Fernández                                          |
| 5000m                | Jesús España Alemayehu Bezabeh Sergio Sánchez                                         | Judit Pla Gema Barrachina                                                  |
| 10000m               | Ayad Lamdassem Carles Castillejo Manolo Penas                                         | Jacqueline Martín Gema Barrachina                                          |
| Marathon             | José Ríos Chema Martínez Rafael Iglesias Pablo Villalobos Javier Díaz Ignacio Cáceres | Alessandra Aguilar Beatriz Ros                                             |
| 110/100m horden      | Felipe Vivancos Jackson Quiñónez Francisco Javier López                               | Ana Torrijos                                                               |
| 400m horden          | Diego Cabello Ignacio Sarmiento                                                       | Laia Forcadell                                                             |
| 3000m steeplechase   | José Luis Blanco Ángel Mullera Eliseo Martín                                          | Marta Domínguez Rosa Morató Zulema Fuentes-Pila                            |
| Hoogspringen         | Javier Bermejo Simón Siverio                                                          | Ruth Beitia                                                                |
| Polsstokhoogspringen | Igor Bychkov                                                                          | Naroa Agirre Anna María Pinero                                             |
| Verspringen          | Luis Felipe Méliz Joan Lino Martínez Eusebio Cáceres                                  | Concha Montaner Concepción Montaner                                        |
| Hink-stap-springen   | Andrés Capellán                                                                       | Patricia Sarrapio                                                          |
| Kogelstoten          | Borja Vivas Manuel Martínez                                                           | Úrsula Ruiz Irache Quintanal                                               |
| Discuswerpen         | Mario Pestano Frank Casañas                                                           | Irache Quintanal                                                           |
| Hamerslingeren       | Javier Cienfuegos                                                                     | Berta Castells                                                             |
| Speerwerpen          | Rafael Baraza                                                                         | Mercedes Chilla                                                            |
| Zevenkamp/tienkamp   | Agustín Félix                                                                         | Bárbara Hernando                                                           |
| 20km snelwandelen    | Miguel Ángel López José Ignacio Díaz Juan Manuel Molina                               | María Vasco Beatriz Pascual                                                |
| 50km snelwandelen    | Jesús Ángel García Mikel Odriozola                                                    |                                                                            |
| 4 x 100m             | Ángel David Rodríguez Orkatz Beitia Alain López Luis Wee Rubén Pros                   | Digna Luz Murillo Ana Torrijos Amparo Cotán Estela García Placida Martínez |
| 4 x 400 m            | Marc Orozco Mark Ujakpor Xavier Carrión Santiago Ezquerro Antonio Reina               |                                                                            |

## Resultaten

### 100m

#### Mannen
- Ángel David Rodríguez
  - Ronde 1: 10.45 (SB) (q)
  - Halve finale: 19de in 10,51 (NQ)

#### Vrouwen
- Digna Luz Murillo
  - Reeksen: 11,52 (Q)
  - Halve finale: 15de in 11,44 (NQ)

### 100m horden vrouwen
- Ana Torrijos
  - Reeksen: 21ste in 13,33 (PB) (NQ)

### 110m horden mannen
- Felipe Vivancos
  - Reeksen: 18de in 13,82 (NQ)
- Jackson Quiñónez
  - Reeksen: 16de in 13,78 (Q)
  - Halve finale: 13de in 14,03 (NQ)
- Francisco Javier López
  - Reeksen: 27ste in 14,15 (NQ)

### 400m

#### Mannen
- Mark Ujakpor
  - Ronde 1: 46,85 (SB) (NQ)

#### Vrouwen
- Begoña Garrido
  - Reeksen: 21ste in 54,65 (NQ)

### 20km snelwandelen

#### Mannen
- Juan Manuel Molina: 9de in 1:22.35
- Miguel Angel Lopez: 14de in 1:24.28
- José Ignacio Diaz: 18de in 1:25.36

#### Vrouwen
- María José Poves: 11de in 1:34.19
- Beatriz Pascual: 5de in 1:29.52
- María Vasco: opgave

### 50km snelwandelen
- Jesús Ángel García: 5de in 3:47.56 (SB)
- Mikel Odriozola: opgave

### 400m horden

#### Mannen
- Diego Cabello
- Reeksen: 51,48 (NQ)
- Ignacio Sarmiento
- Reeksen: 51,82 (NQ)

#### Vrouwen
- Laia Forcadell
  - Ronde 1: 58.80 (NQ)

### 800m

#### Mannen
- Kevin López
  - Reeksen: 1.48,13 (Q)
  - Halve finale: 5de in 1.48,11 (Q)
  - Finale: 6de in 1.47,82
- Luis Alberto Marco
  - Reeksen: 1.49,96 (Q)
  - Halve finale: 2de in 1.47,79 (Q)
  - Finale: 7de in 1.48,42
- David Bustos
  - Reeksen: 1.50,01 (Q)
  - Halve finale: 11de in 1.49,08 (NQ)

#### Vrouwen
- Mayte Martínez
  - Ronde 1: 1:59.12 (SB) (q)
  - Finale: 7de in 1.59,97
- Irene Alfonso
  - Ronde 1: 2:01.61 (SB) (NQ)
- Élian Périz
  - Ronde 1: 2:03.55 (NQ)

### 1500m

#### Mannen
- Manuel Olmedo
  - Reeksen: 4de in 3.41,47 (Q)
  - Finale:  in 3.43,54
- Arturo Casado
  - Reeksen: 2de in 3.40,98 (Q)
  - Finale:  in 3.42,74
- Reyes Estévez
  - Reeksen: 1ste in 3.40,86 (Q)
  - Finale: 4de in 3.43,67

#### Vrouwen
- Natalia Rodríguez
  - Reeksen: 3de in 4.04,95 (SB) (Q)
  - Finale:  in 4.01,30 (SB)
- Nuria Fernández
  - Reeksen: 10de in 4.06,03 (Q)
  - Finale:  in 4.00,20 (PB)

### 3000m steeple

#### Mannen
- José Luis Blanco
  - Reeksen: 7de met 8.50,53 (Q)
  - Finale:  in 8.19,15 (SB)
- Ángel Mullera
  - Reeksen: 17de met 8.37,38 (NQ)
- Eliseo Martín
  - Reeksen: 11de met 8.31,71 (q)
  - Finale: 8ste in 8.27,49

#### Vrouwen
- Marta Domínguez
  - Reeksen: 9.41,93 (Q)
  - Finale: 2de in 9.17,74
- Rosa Morató
  - Reeksen: 9.53,96 (NQ)
- Zulema Fuentes-Pila
  - Reeksen: 9.50,97 (q)
  - Finale: 8ste in 9.35,71 (SB)

### 5000m mannen
- Jesús España
  - Reeksen: 8ste in 13.38,47 (Q)
  - Finale:  in 13.33,12
- Alemayehu Bezabeh
  - Reeksen: 2de in 13.34,44 (Q)
  - Finale: 7de in 13.43,23
- Sergio Sánchez
  - Reeksen: 9de in 13.38,48 (Q)
  - Finale: opgave

### 10000m

#### Mannen
- Ayad Lamdassem: 4de in 28:34.89
- Carles Castillejo: 5de 28:49.69 (SB)
- Manolo Penas: DNF

#### Vrouwen
- Jacqueline Martín: 12de in 34.11,49

### 4x100m

#### Mannen
- Reeksen: 7de in 39,30 (q)
- Finale: opgave

#### Vrouwen
- Reeksen: 7de in 43,88 (Q)
- Finale: 6de in 43,45

### 4x400m

#### Mannen
- Reeksen: 12de in 3.07,38 (NQ)

### Kogelstoten

#### Mannen
- Borja Vivas:
  - Kwalificatie: 12de met 19,51m (q)
  - Finale: 11de met 19,12m
- Manuel Martínez
  - Kwalificatie: 25ste met 18,08m (NQ)

#### Vrouwen
- Irache Quintanal
  - Kwalificatie: 16,01m (NQ)
- Ursula Ruiz
  - Kwalificatie: 16,79m (NQ)

### Hamerslingeren

#### Mannen
- Javier Cienfuegos
  - Kwalificatie: 72,19 (SB) (NQ)

#### Vrouwen
- Berta Castells
  - Kwalificatie: 66,61m (q)
  - Finale: 9de met 68,20

### Verspringen

#### Mannen
- Luis Felipe Méliz
  - Kwalificatie: 8ste in 8,06m (SB) (Q)
  - Finale: 11de met 7,90m
- Joan Lino Martínez
  - Kwalificatie: 23ste met 7,63m (NQ)
- Eusebio Cáceres
  - Kwalificatie: 1ste met 8,27m (=EL) (Q)
  - Finale: 8ste met 7,93m

#### Vrouwen
- Concepción Montaner
  - Kwalificatie: 6,34m (NQ)

### Discuswerpen

#### Mannen
- Mario Pestano
  - Kwalificatie: 3de met 64,95m (Q)
  - Finale: 6de met 64,51m
- Frank Casañas
  - Kwalificatie: 8ste met 63,61m (Q)
  - Finale: 11de met 62,15m

#### Vrouwen
- Irache Quintanatal
  - Kwalificatie: 50,81m (NQ)

### Hoogspringen

#### Mannen
- Javier Bermejo
  - Kwalificatie: 2,15m (NQ)
- Simón Siverio
  - Kwalificatie: 2,15m (NQ)

#### Vrouwen
- Ruth Beitia
  - Kwalificatie: 1,92m (Q)
  - Finale: 6de in 1,95m

### Speerwerpen

#### Mannen
- Rafael Baraza
  - Kwalificatie: 19de met 73,34m (NQ)

#### Vrouwen
- Mercedes Chilla
  - Kwalificatie: 56,78m (q)
  - Finale: 6de met 61,40m

### Hink-stap-springen

#### Mannen
- Andrés Capellán
  - Kwalificatie: 16,38m (SB) (NQ)

#### Vrouwen
- Patricia Sarrapio
  - Kwalificatie: 22ste met 13,21m (NQ)

### Marathon

#### Mannen
- José Ríos: opgave
- Chema Martínez:  in 2:17.50
- Rafael Iglesias: 6de in 2:20.14
- Pablo Villalobos: 5de in 2:19.56
- Javier Díaz: 41ste in 2:42.41
- Ignacio Cáceres: opgave

#### Vrouwen
- Alessandra Aguilar: 7de in 2:35.04
- Beatriz Ros: 17de in 2:40.10

### Polsstokhoogspringen mannen
- Igor Bychkov
  - Kwalificatie: geen geldige sprong

### Zevenkamp
- Bárbara Hernando
  - 100m horden: 13,69 (PB) (1023ptn)
  - Hoogspringen: 1,68m (PB) (830ptn)
  - Kogelstoten: 12,05m (PB) (664ptn)
  - 200m: 25,98 (=SB) (798ptn)
  - Verspringen: 5,67m (750ptn)
  - Speerwerpen: 35,84m (588ptn)

### Tienkamp
- Agustín Félix
  - 100m: 11,41 (771ptn)
  - Verspringen: 7,21m (864ptn)
  - Hoogspringen: 1,92m (731ptn)
  - 400m: 52,29 (SB) (712ptn)
  - 110m horden: 15,09 (SB) (839ptn)
  - Discuswerpen: 41,93 (SB) (703ptn)
  - Polsstokhoogspringen: 4,95m (SB) (895ptn)
  - Speerwerpen: 57,68m (SB) (703ptn)
  - 1500m: 5.01,61 (550ptn)
  - Eindklassement: 21ste met 7462 (SB)

Albanië · Andorra · Armenië · Azerbeidzjan · België · Bosnië en Herzegovina · Bulgarije · Cyprus · Denemarken · Duitsland · Estland · Finland · Frankrijk · Georgië · Gibraltar · Griekenland · Groot-Brittannië · Hongarije · Ierland · IJsland · Israël · Italië · Kroatië · Letland · Liechtenstein · Litouwen · Luxemburg · Macedonië · Malta · Moldavië · Monaco · Montenegro · Nederland · Noorwegen · Oekraïne · Oostenrijk · Polen · Portugal · Roemenië · Rusland · San Marino · Servië · Slovenië · Slowakije · Spanje · Tsjechië · Turkije · Wit-Rusland · Zweden · Zwitserland